# Нижняя Теберда
Ни́жняя Теберда́ (карач.-балк. Тёбен Теберди, Сынты) — аул в Карачаевском районе Карачаево-Черкесии (Россия).
Образует муниципальное образование Нижне-Тебердинское сельское поселение как единственный населённый пункт в его составе.

## География

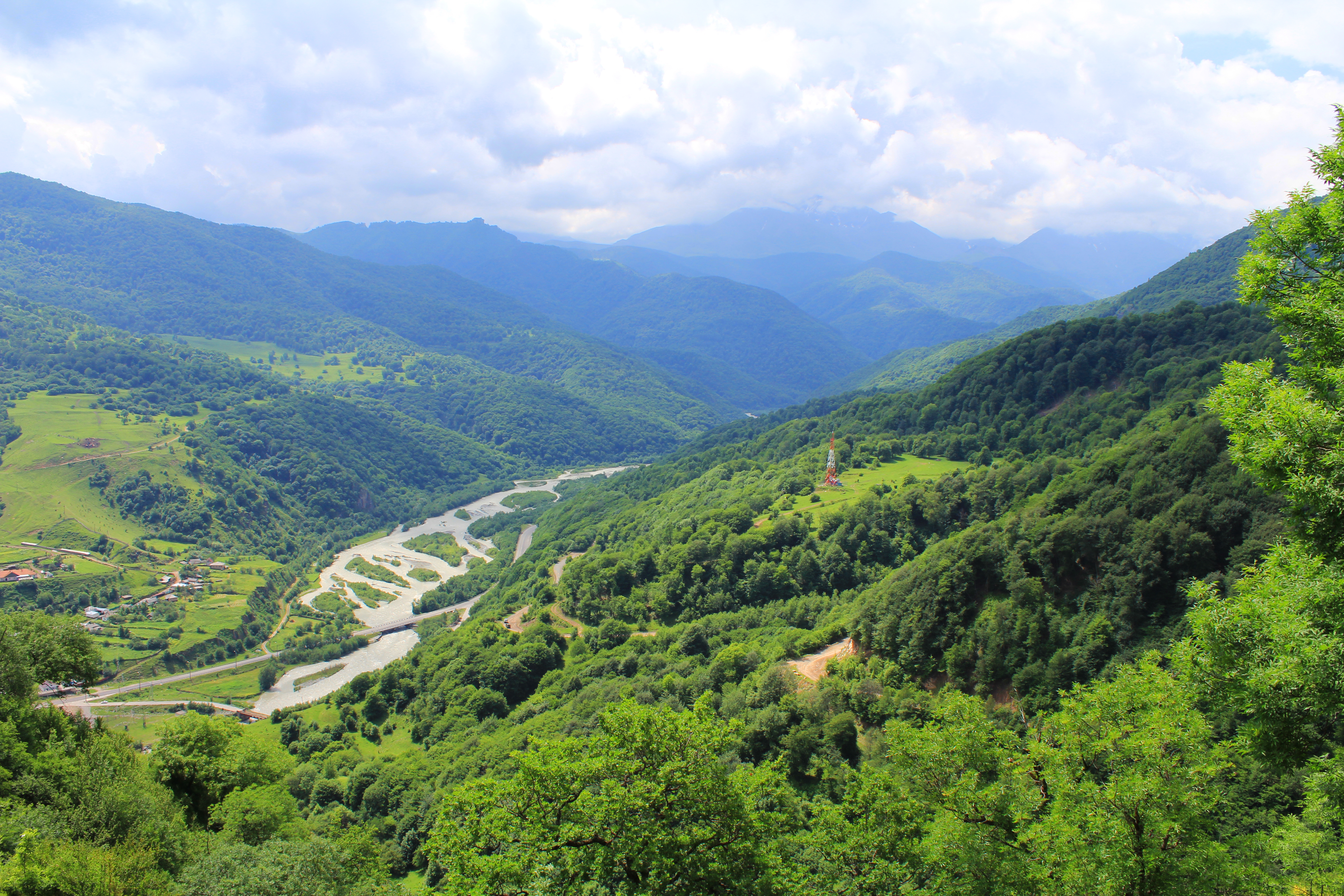
Ущелье Кубани у Нижней Теберды

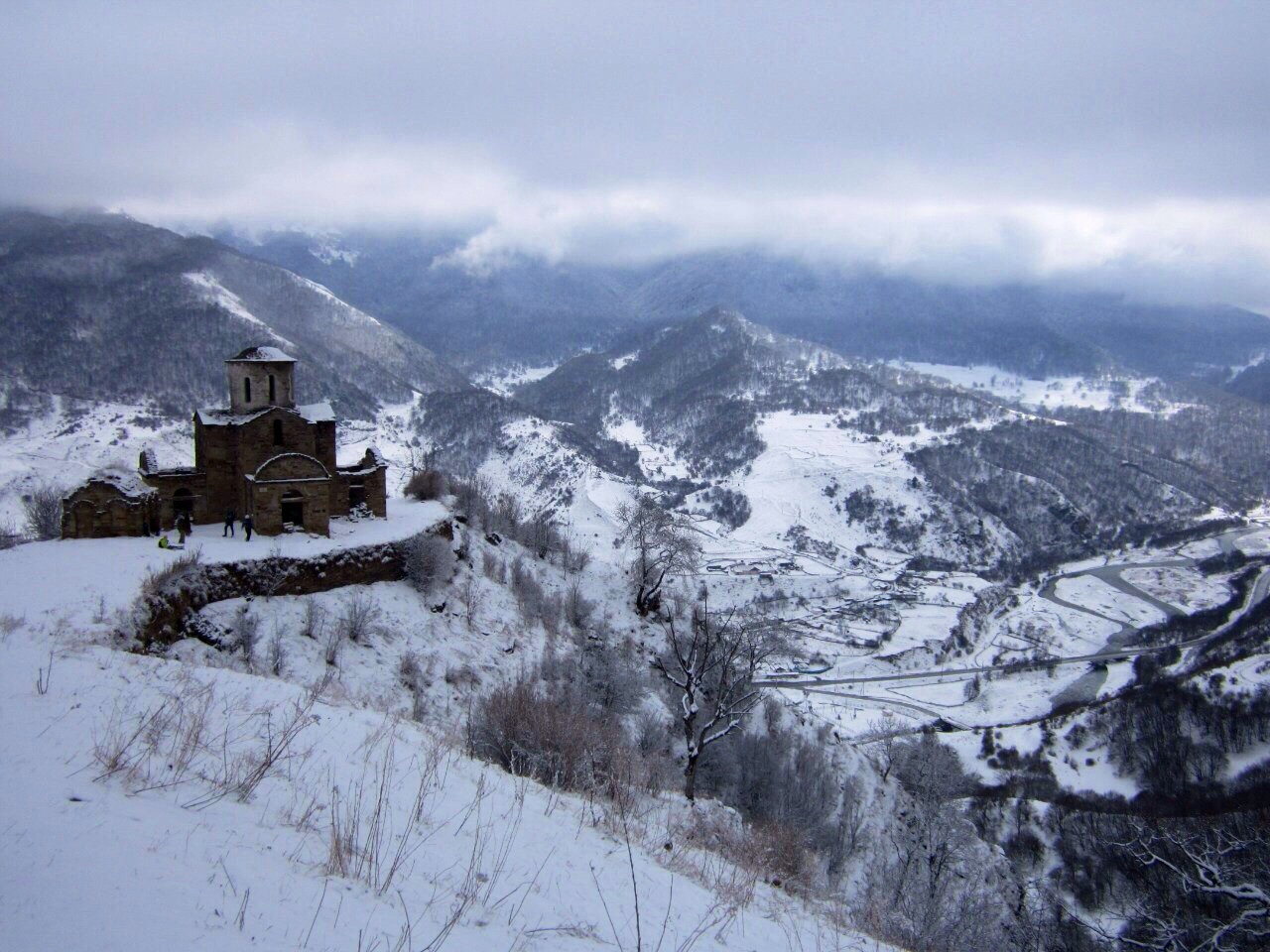
Ущелье, аул, храм и мост через Кубань зимой

Высота центра селения над уровнем моря — 1036 м. Нижняя Теберда находится в достаточно узком горном ущелье, на низком правом берегу реки Теберда. Отдельные строения, также относящиеся к аулу, имеются на левом берегу, в том числе Сентинский храм X века на высокой скале. Через Нижнюю Теберду в верховья реки проходит Военно-Сухумская дорога, выше аула она как раз переходит с правого берега Теберды на левый. Северо-восточнее населённого пункта, ниже по течению, на том же восточном берегу, расположен аул Новая Теберда. Ближайшее поселение на Военно-Сухумской дороге выше по течению — расположенный юго-западнее аул Верхняя Теберда.
К юго-востоку от Нижней Теберды возвышается гора Артмах (2025,2 м), на склонах которой берут начало множество небольших горных речек, стекающих либо на запад, в Теберду, либо на север и восток (Верхний и Нижний Гиляч и другие) — к реке Колтюбе, впадающей затем в Кубань. Юго-западнее аула возвышается гора Бруш-Серты (2361,2 м). На северных склонах данного кряжа берут начало Кайраклык и Наротлыкол, которые, сливаясь к северо-западу от Нижней Теберды, образует реку Джингирик (в её устье, севернее Новой Теберды, находится одноимённый аул). С южных склонов Бруш-Серты стекают Амгата и её приток Месталакол (Амгата впадает в Теберду выше аула).
По обоим берегам реки в районе аула преобладают лиственные леса: растут преимущественно берёза, дуб, бук. Однако уже к юго-востоку от горы Артмах и к югу от реки Амгата в значительных количествах начинают произрастать хвойные — пихта и сосна. В районе аула распространено отгонное животноводство, в меньшей степени на правом берегу, в большей — на левом, на луговых пастбищах у вершины Бруш-Серты. Юго-западнее Нижней Теберды, на левобережье, ранее располагались также шахтный участок, насосная станция, водокачка. Ещё южнее, на Военно-Сухумской дороге в устье реки Амгата, находится комплекс кафе.

## История
Аул Сенты (нынешняя Нижняя Теберда) был основан в 1870 году, после реализации в конце 1860-х годов в Карачае реформы по освобождению крепостных. В 1868 году карачаевцам было предоставлено 14 тысяч десятин на реке Теберда, и по ходатайству Н. Г. Петрусевича, начальника Эльбрусского (Карачаевского) военно-народного округа, затем Баталпашинского уезда Кубанской области, в этих местах были образованы новые аулы для малоземельных и безземельных крестьян, освобождённых от крепостной зависимости, но не получивших земли. Кроме аула Сенты, в тот же период на реке Теберда возник ещё только один населённый пункт — аул Теберда (нынешняя Верхняя Теберда, 1868 год).
В связи, однако, с тем, что и в новых селениях значительная часть земли оказалась в руках богатой верхушки карачаевских общин, в 1884—1887 годах значительная часть населения тебердинских аулов переселилась в Османскую империю. Новая волна переселенцев последовала в 1905—1906 годах, при этом ещё в 1902 году в селениях Сентинском и Тебердинском отмечалась активность агитаторов за переселение в Турцию, причём предполагалось подать ходатайство о переселении 355 семейств. Из долины Теберды агитация затем распространилась на многие другие селения Карачая и соседней Балкарии.
В 1890-х годах у подножия горы, на вершине которой расположен древний Сентинский храм, на левом берегу реки напротив аула был основан женский Спасо-Преображенский монастырь. 22 октября 1896 года состоялось освящение Сентинского храма в честь Преображения Господня. В храме был установлен иконостас, появилась церковная утварь, на вершину горы к древней церкви была проложена дорога. В самом монастыре у горы имелись молитвенный дом и храм, оба — в честь мученика Агафодора, церковно-приходская школа, открытая в 1899 году по предложению епископа Ставропольского и Екатеринодарского Агафодора для обучения детей местных карачаевцев (возможно, посвящение молитвенного дома и монастырской церкви мученику Агафодору связано с тем покровительством, которое монастырю оказывал епископ). В монастыре в начале XX века было 23 мантийных монахини, 66 рясофорных монахинь, 106 послушниц, 38 послушниц на испытании.
Согласно переписи 1926 года, аул уже носил название Нижняя Теберда и был центром сельсовета Хумаринского района Карачаевской автономной области Северо-Кавказского края. В ауле в 339 хозяйствах проживало 1920 человек (935 мужчин и 985 женщин), из них 1569 человек — карачаевцы (81,7 %), 57 жителей аула причислили себя к казакам (3 %). К сельсовету относилась также и трудовая детская колония, организованная в бывшем монастыре, в ней на момент переписи было зарегистрировано 226 человек.
В советский период в ауле базировались сначала совхоз «Карачаевский», затем совхоз «Тебердинский», рядом с населённым пунктом существовала шахта «Амгата». В те годы, когда аул, после депортации карачаевцев, входил в состав Грузинской ССР, он носил название Мзиса.
В 1957 году указом Президиума Верховного Совета РСФСР село Мзиса переименовано в аул Нижняя Теберда.
В эпоху СССР в Нижней Теберде был создан народный театр «Тюбешиу», существовавший и во время депортации в Киргизской ССР. В постсоветский период возрождается Спасо-Преображенский Сентинский женский монастырь.

Спасо-Преображенский монастырь
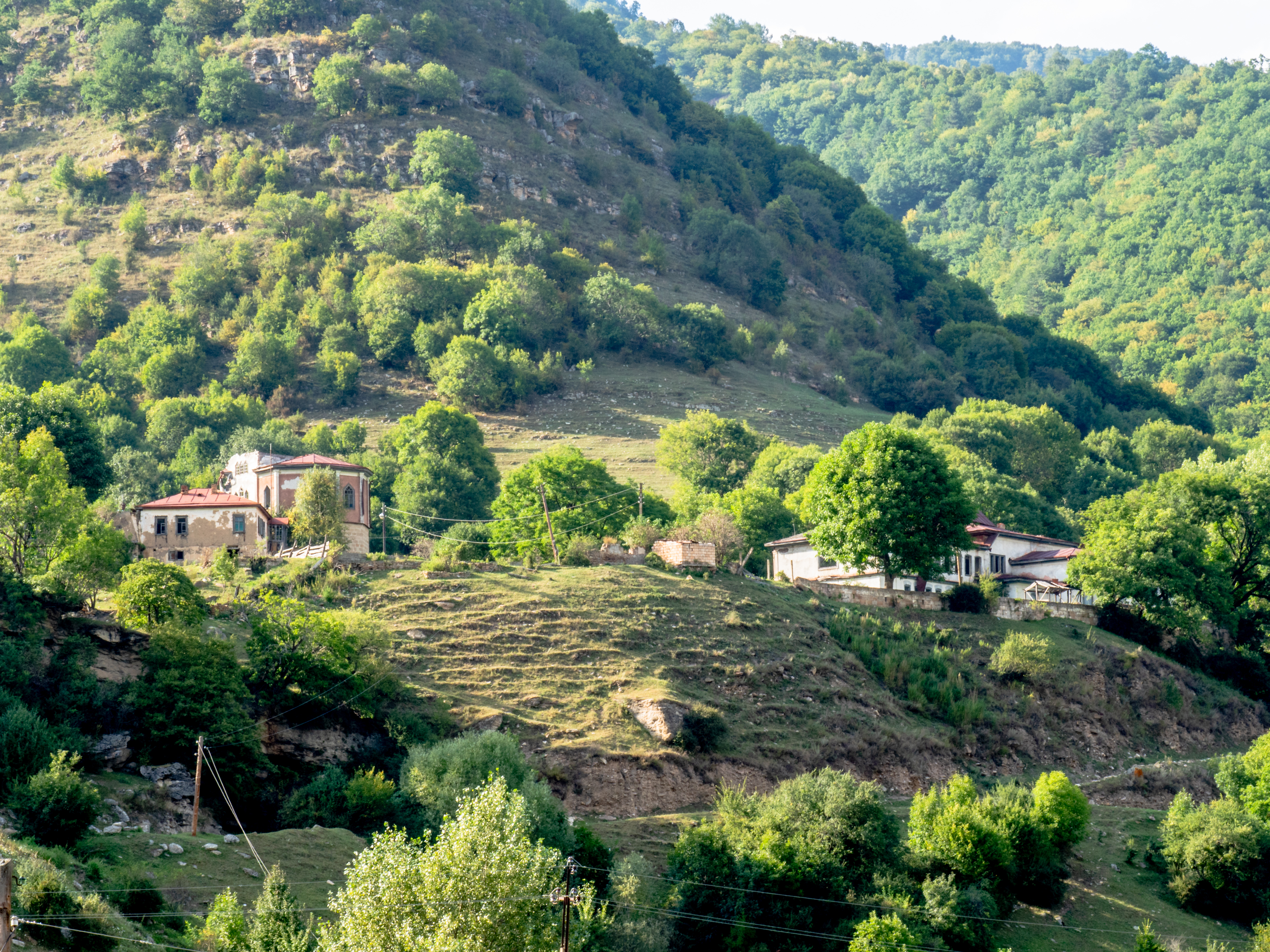
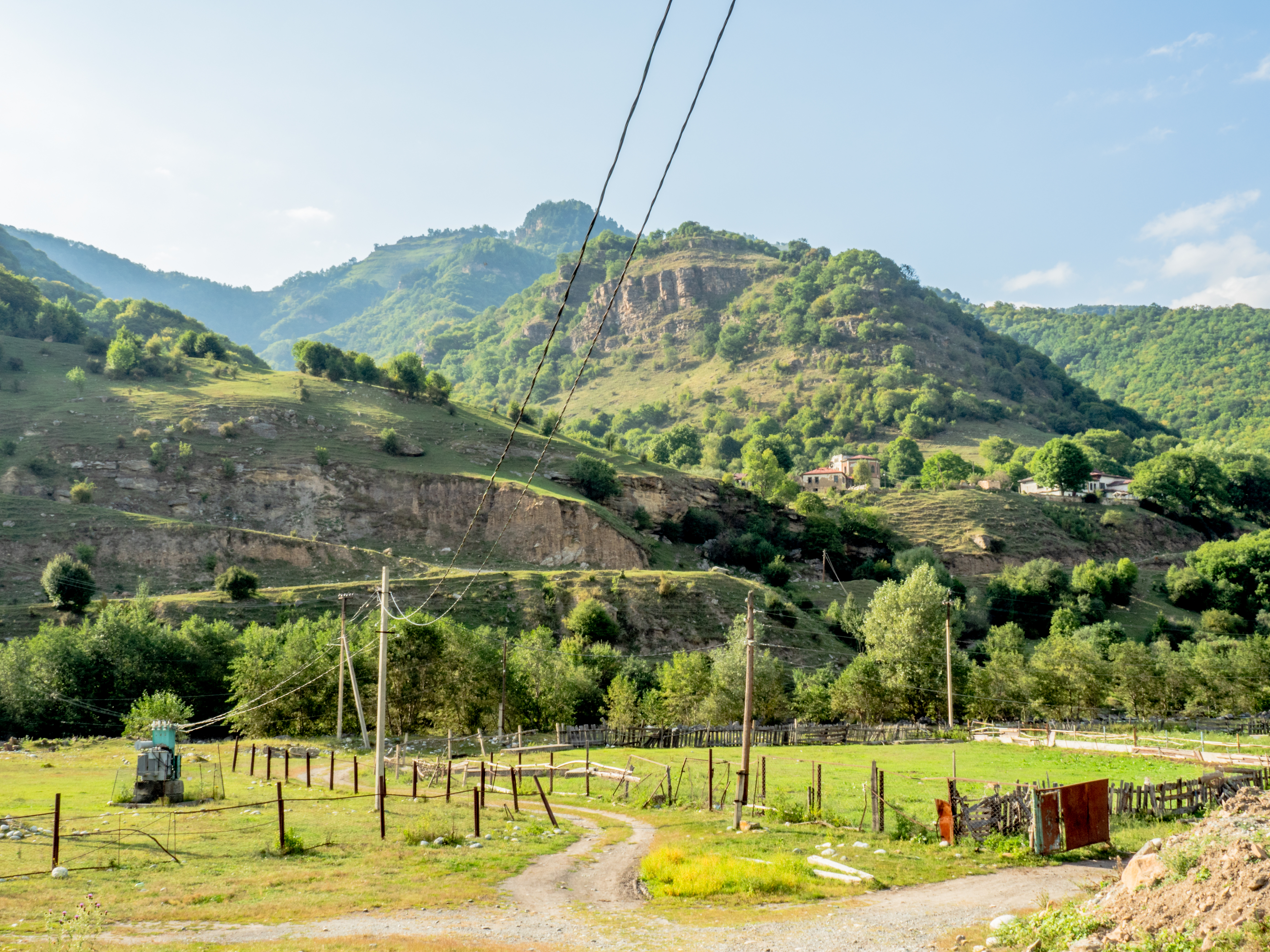

## Население
| 2002  | 2010  | 2012  | 2013  | 2014  | 2015  | 2016  |
| ----- | ----- | ----- | ----- | ----- | ----- | ----- |
| 1051  | ↗1128 | ↗1168 | ↗1250 | ↗1271 | ↘1247 | ↘1221 |
| 2017  | 2018  | 2019  | 2020  | 2021  | 2023  | 2024  |
| ↗1223 | ↗1230 | ↗1237 | ↘1232 | ↘1227 | ↘1216 | ↘1198 |
| 2025  |       |       |       |       |       |       |
| ↗1202 |       |       |       |       |       |       |

По данным на 1983 год, численность населения Нижней Теберды составляла до 1,7 тыс. человек. Согласно переписи 2002 года, в ауле проживал 1051 человек (490 мужчин и 561 женщина), 99 % населения составляли карачаевцы.
По данным переписи 2010 года, карачаевцы составляли 98 % населения аула (1105 человек; 12 человек или 1 % населения не указали национальность, ещё 11 человек или 1 % — представители других национальностей).

## Инфраструктура

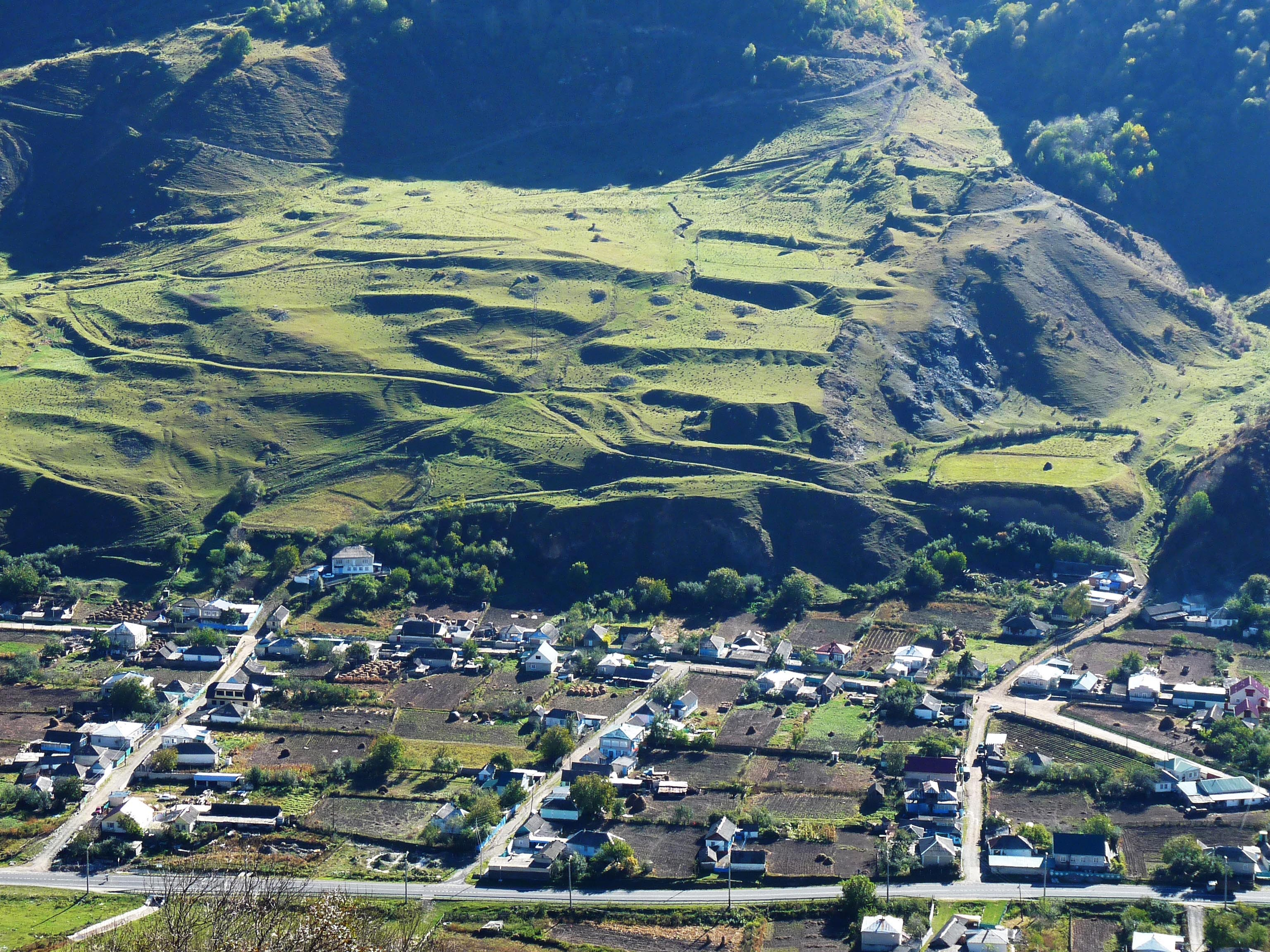
Аул Нижняя Теберда

На 2018 год в Нижней Теберде числится 16 улиц и 2 переулка. Из социально-значимых учреждений в ауле присутствуют:
- Фельдшерско-акушерский пункт. По некоторым данным, ранее в ауле существовала больница, носившая имя выдающегося российского и советского офтальмолога С. В. Очаповского, который в 1921 и 1922 годах совершил две лечебные экспедиции в аул Учкулан[30];
- Нижне-Тебердинский ветеринарный участок;
- Средняя общеобразовательная школа;
- Детский сад «Звёздочка»;
- Дом культуры;
- Библиотека-филиал;
- Отделение почтовой связи[31].

## Достопримечательности
На высокой скале левого берега Кубани над аулом Нижняя Теберда возвышается христианская церковь X века — Сентинский храм (поименованный так по прежнему названию аула), который является объектом культурного наследия России. Храм представляет собой памятник раннехристианского периода истории средневековой Алании, составляя типологически единую группу с четырьмя другими аланскими церквями Карачаево-Черкесии — Шоанинским и тремя Зеленчукскими храмами. Все они, по-видимому, были возведены в середине — второй половине X века, после восстановления Аланской епархии в 940-х годах или, возможно, после 959 года (в 930-х годах христианский клир временно был изгнан из Алании).
Сентинский храм — классический крестово-купольный, явно построенный в византийской традиции, хотя и имеющий, по мнению отдельных исследователей, некоторые архитектурные связи с храмами соседней Абхазии, созданными в том же X веке. Все храмы данного региона, по обе стороны от Главного Кавказского хребта, могут быть объединены благодаря своим несколько упрощённым, провинциальным византийским формам, характерным для восточных окраин греческого христианского мира. При этом именно через Абхазию происходила христианизация алан в начале X века. Можно, таким образом, осторожно говорить либо о единой школе храмового строительства в Абхазии и Алании в этот период либо, по крайней мере, о заимствовании строителями Сентинского и других аланских храмов образцов в Абхазии. В храмовых росписях можно проследить и определённое художественное влияние из Грузии (бывшей в тот период такой же окраиной византийской ойкумены).
Сентинский храм был освящён, по всей вероятности, 2 апреля 965 года, в день памяти мучеников Амфиана и Эдессия и в день антипасхи, в правление византийского императора Никифора II Фоки. В церкви есть фрески, созданные в несколько этапов в X—XI веках. Рядом с храмом находится мавзолей, являющийся уникальным сооружением подобного типа для Северного Кавказа, Закавказья и Крыма и потому трактуемый некоторыми исследователями как результат работы не-аланских архитекторов. Погребения известны и в самом храме; кроме того, вокруг церкви и на склонах горы обнаружен обширный могильник из надземных каменных гробниц и склепов. Очевидно, храм был кладбищенской мемориальной церковью, обслуживающей аланское поселение, располагавшееся на левом берегу Теберды у подошвы Сентинской горы.

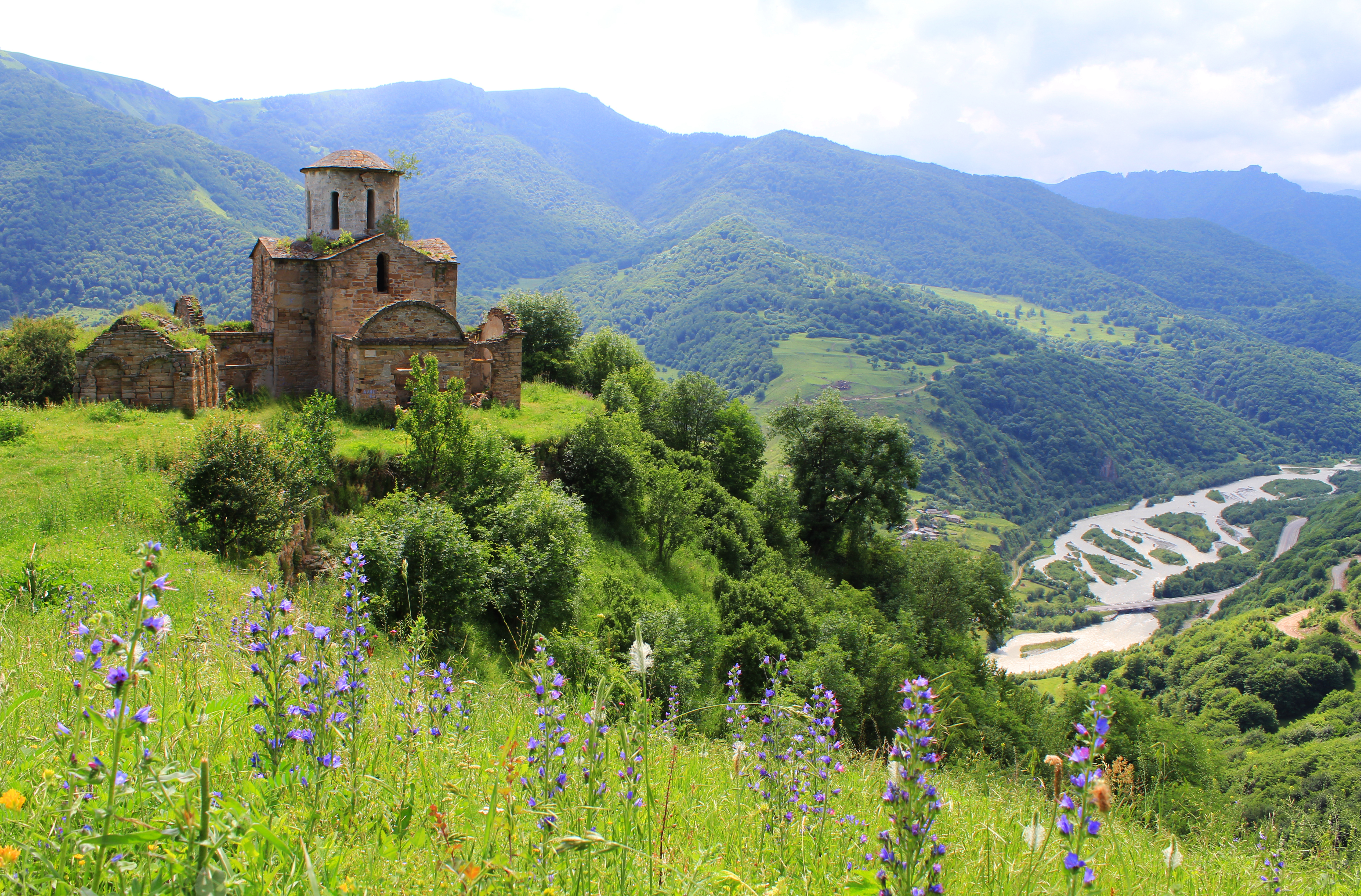
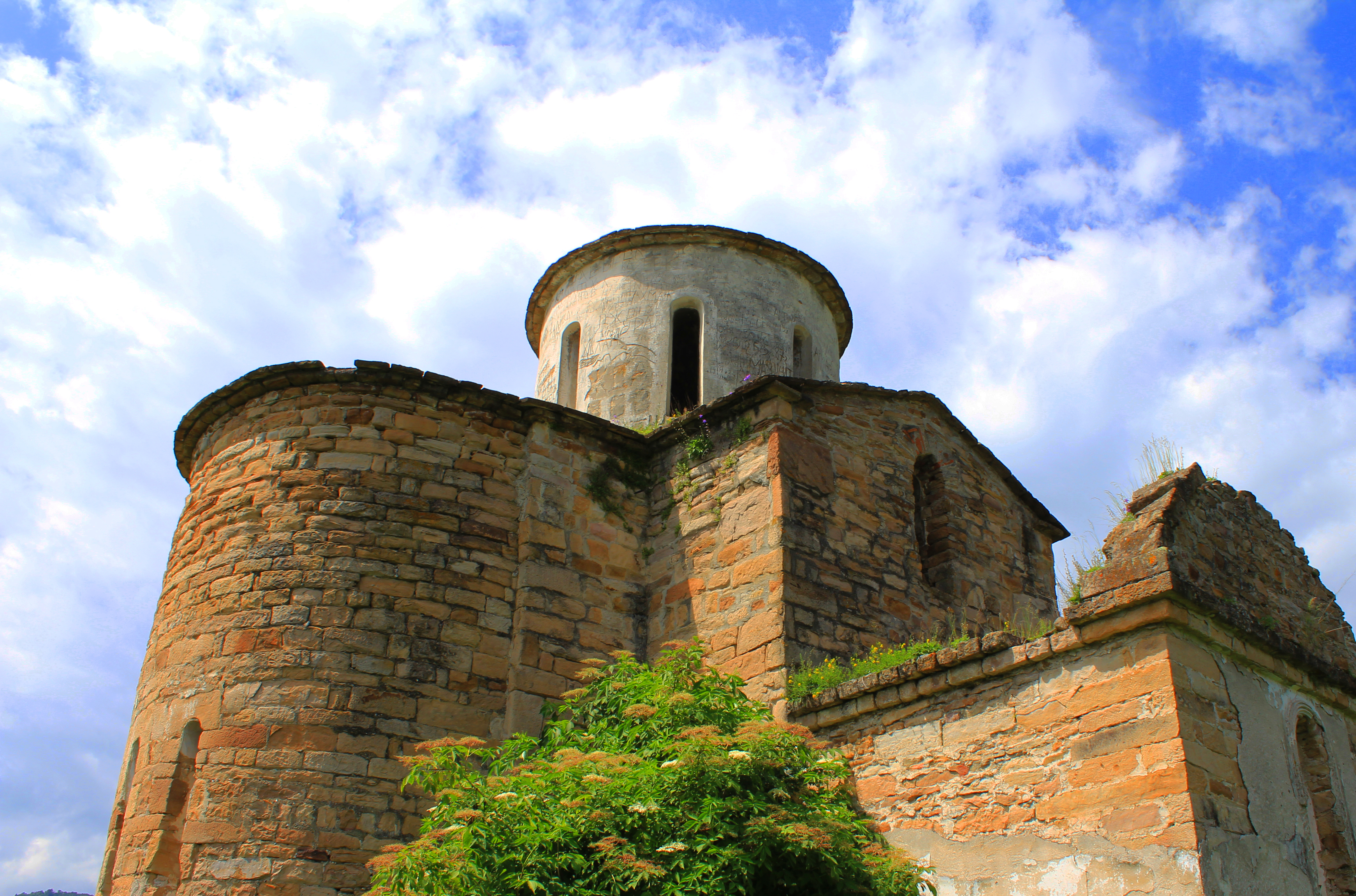
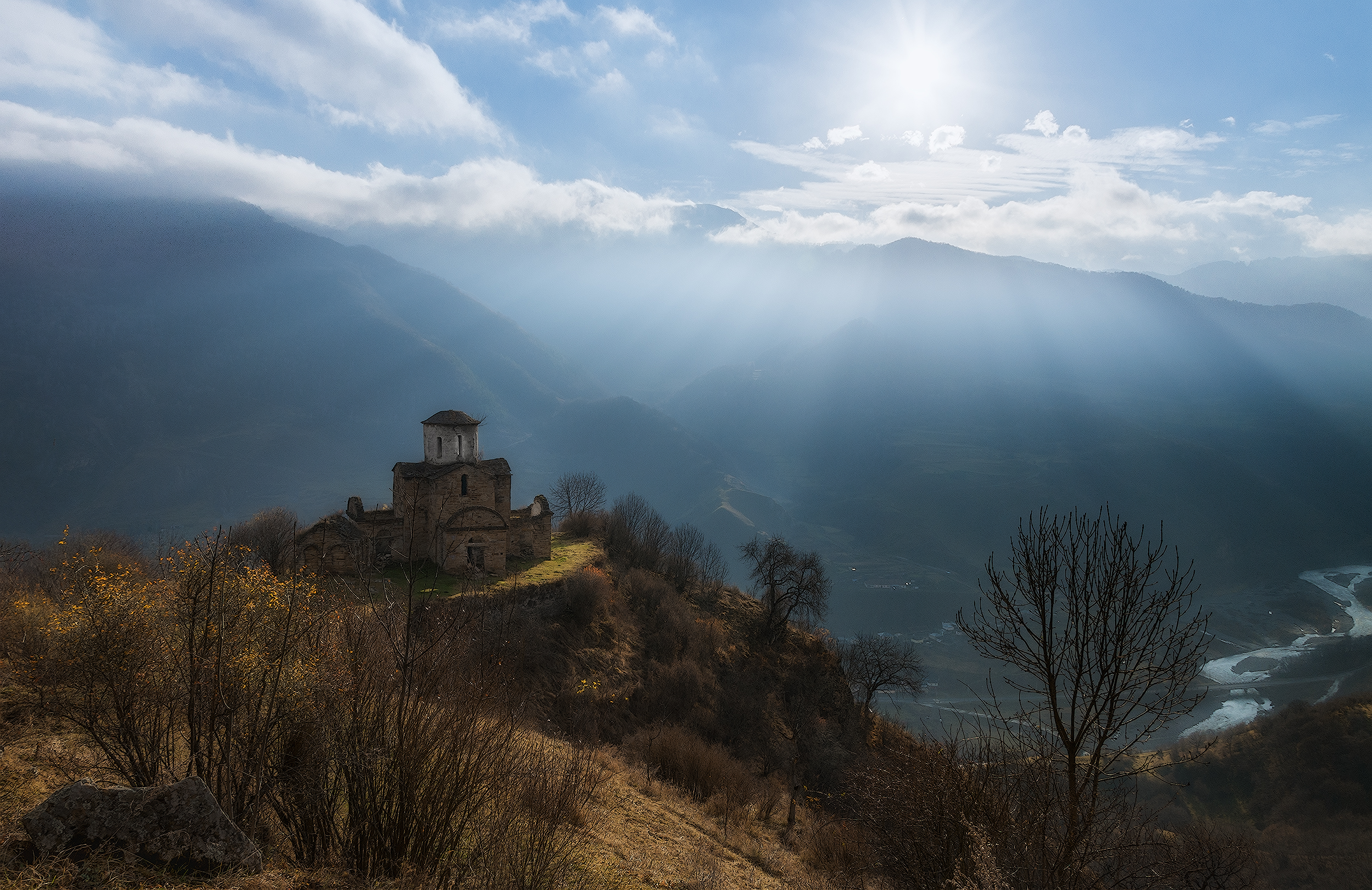
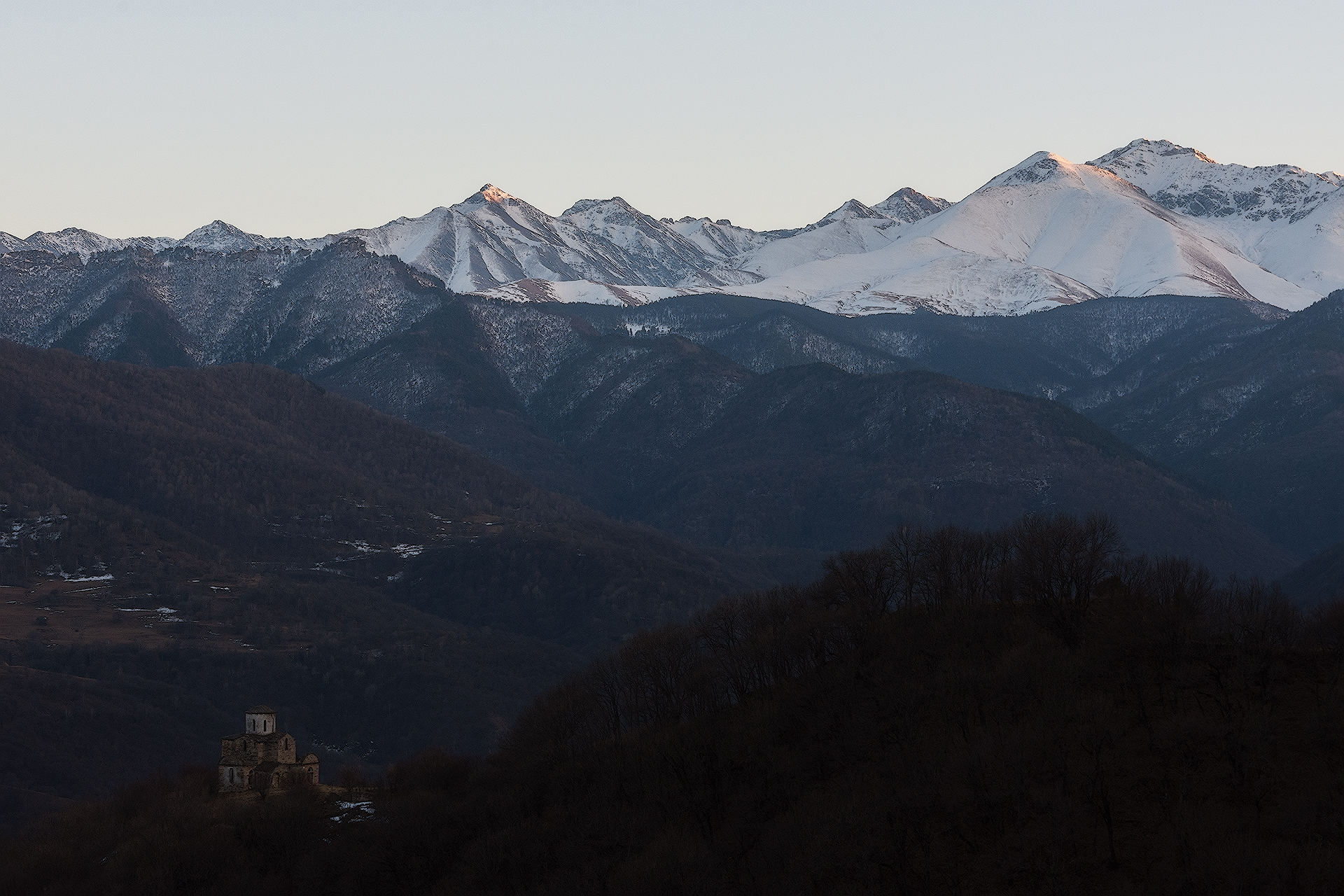
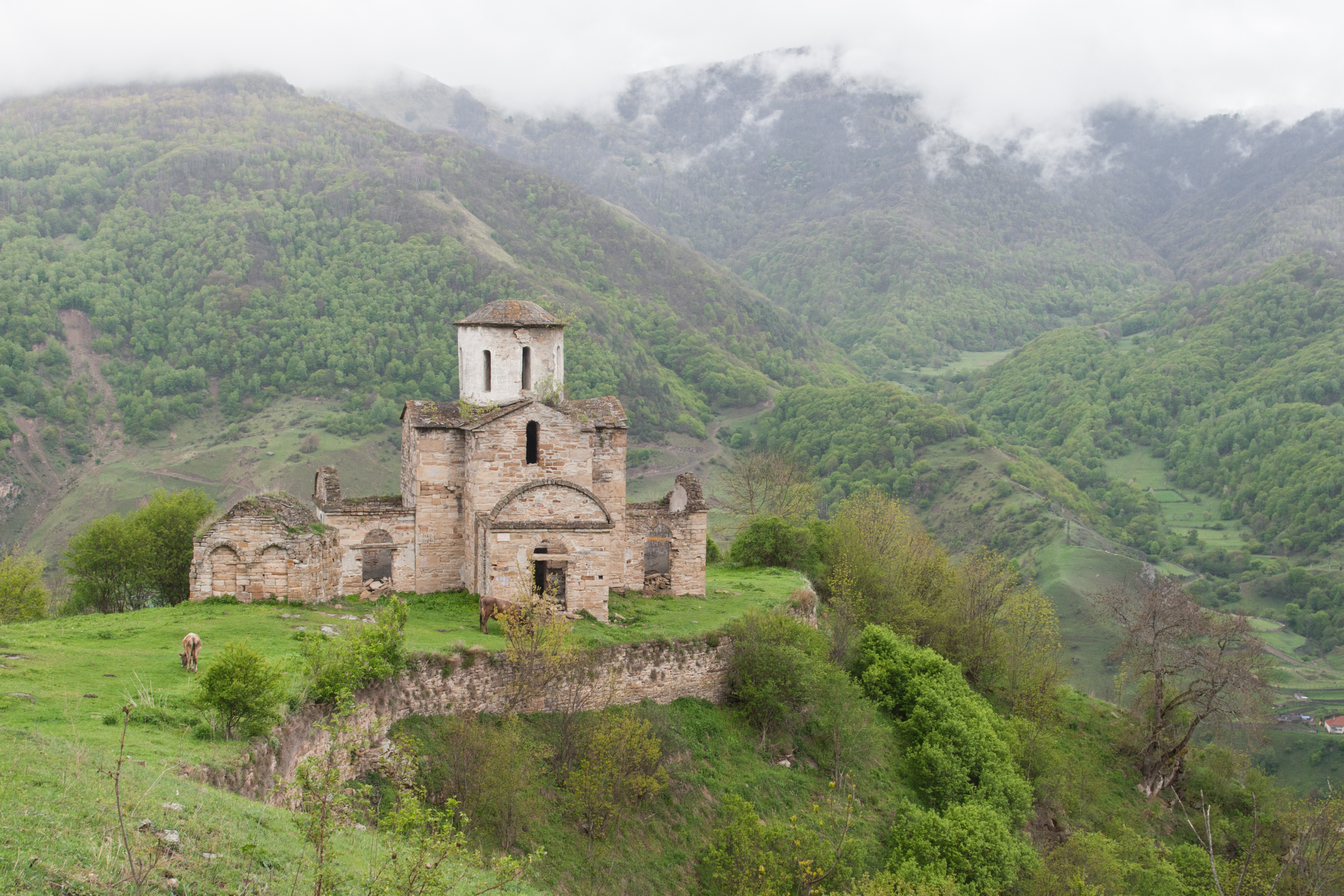